# 아구스틴 로드리게스 산티아고
아구스틴 로드리게스 산티아고(스페인어: Agustín Rodríguez Santiago, 갈리시아 지방 마린 ~)는 줄여서 아구스틴(스페인어: Agustín)으로 알려진 스페인의 전 축구 선수로, 현역 시절 골키퍼로 활약하였다.

## 클럽 경력
1980-81 시즌 전에 이미 1군에서 활약한 적이 있는 아구스틴은 레알 마드리드의 유소년부를 졸업하고 1군에 합류하였다. 1981년 4월 4일, 그는 주전 수문장 마리아노 가르시아 레몬의 부상으로 살라망카와의 경기에서 라 리가 첫 경기를 치렀다.
아구스틴은 1982-83 시즌에 29경기 출전 25골 실점을 기록해 트로페오 리카르도 사모라의 주인공이 되기도 했지만, 미겔 앙헬과 호세 마누엘 오초토레나, 그리고 프란시스코 부요 때문에 많은 경기 출전 기회를 보장받지 못하였다. 1985-86 시즌에 후보 골키퍼의 부상으로 다시 주전 골키퍼가 되었는데, 그는 쾰른과의 그 시즌 UEFA컵 결승전 2경기에 모두 출전하였고, 레알 마드리드는 이 결승전에서 합계 5-3으로 이겼다.
그는 막판 4년을 테네리페에서 페르난도 레돈도와 협력했는데, 그의 동료는 나중에 레알 마드리드로 이적하게 되었고, 그는 3년차에 리그에서 5위를 차지해 구단 사상 첫 UEFA컵 진출에 일조하였다. 2시즌 연속으로, 그의 친정 레알 마드리드는 최종전에서 아구스틴의 소속 구단 테네리페에 패하여 바르셀로나에 리그 우승을 헌납했다.
1994년, 아구스틴은 거의 35세가 되어 현역에서 은퇴하였는데, 그는 테네리페에서 잠깐 골키퍼 코치를 막기도 했다.

## 국가대표팀 경력
아구스틴은 스페인 선수단 일원으로 1980년 하계 올림픽에 참가해 전 경기에서 후보 선수로 대기하였다. 앞서 그는 자국의 1979년 FIFA 세계 청소년 축구 선수권 대회 8강행에 일조하기도 하였다.

## 수상

### 클럽
레알 마드리드
- 라 리가: 1985–86, 1987–88, 1988–89, 1989–90
- 코파 델 레이: 1981–82, 1988–89
- 수페르코파 데 에스파냐: 1988, 1989
- 코파 데 라 리가: 1985
- UEFA컵: 1985–86
- 유러피언컵 준우승: 1980–81

카스티야
- 코파 델 레이 준우승: 1979–80

### 개인
- 트로페오 리카르도 사모라: 1982–83